# Stirpes italicae rariores
Stirpes italicae rariores (abreviado Stirp. Ital. Rar.) es un libro con ilustraciones y descripciones botánicas que fue escrito por el botánico italiano; Vincenzo de Cesati y publicado en Milán en el año 1840, con el nombre de Stirpes Italicae Rariores vel Novae Descriptionibus Iconibusque Illustratae…